# Boleatherium praeludium
Boleatherium praeludium è un mammifero notoungulato estinto, appartenente agli interateriidi. Visse nel Miocene inferiore (circa 18 - 16 milioni di anni fa) e i suoi resti fossili sono stati ritrovati in Sudamerica.

## Descrizione
Questo animale, noto per uno scheletro parziale, doveva essere vagamente simile a una lepre della Patagonia (gen. Dolichotis), con zampe allungate e coda lunga. Boleatherium era molto simile ai membri del genere Protypotherium, dai quali si distingueva per alcune caratteristiche. Le caratteristiche esclusive di Boleatherium erano il primo premolare inferiore più lungo degli altri premolari e il contatto linguale tra il trigonide e il talonide negli ultimi tre premolari inferiori e negli ultimi due molari inferiori. Boleatherium possedeva anche tratti ancestrali (il secondo premolare inferiore più lungo dei successivi, con talonide ben sviluppato) e derivati (talonide triangolare, breve contatto tra trigonide e talonide nei molari inferiori). Le ossa del tarso di Boleatherium erano di forma intermedia tra quelle poco specializzate di Protypotherium australe e quelle eccezionalmente specializzate nella corsa di Miocochilius anomopodus. 

## Classificazione
Boleatherium è un rappresentante della famiglia Interatheriidae, comprendente numerose forme simili a roditori vissute per gran parte del Cenozoico. Boleatherium praeludium venne descritto per la prima volta nel 2021, sulla base di uno scheletro parziale proveniente dalla formazione Cerro Boleadoras, nel nord ovest della provincia di Santa Cruz in Argentina. Analisi filogenetiche indicano che Boleatherium era strettamente imparentato con altri interateriidi miocenici come Caenophilus, Juchuysillu, Protypotherium e Miocochilius, ma non è del tutto chiaro quali fossero i reali rapporti di parentela tra queste forme. 